# Marie von Marra-Vollmer

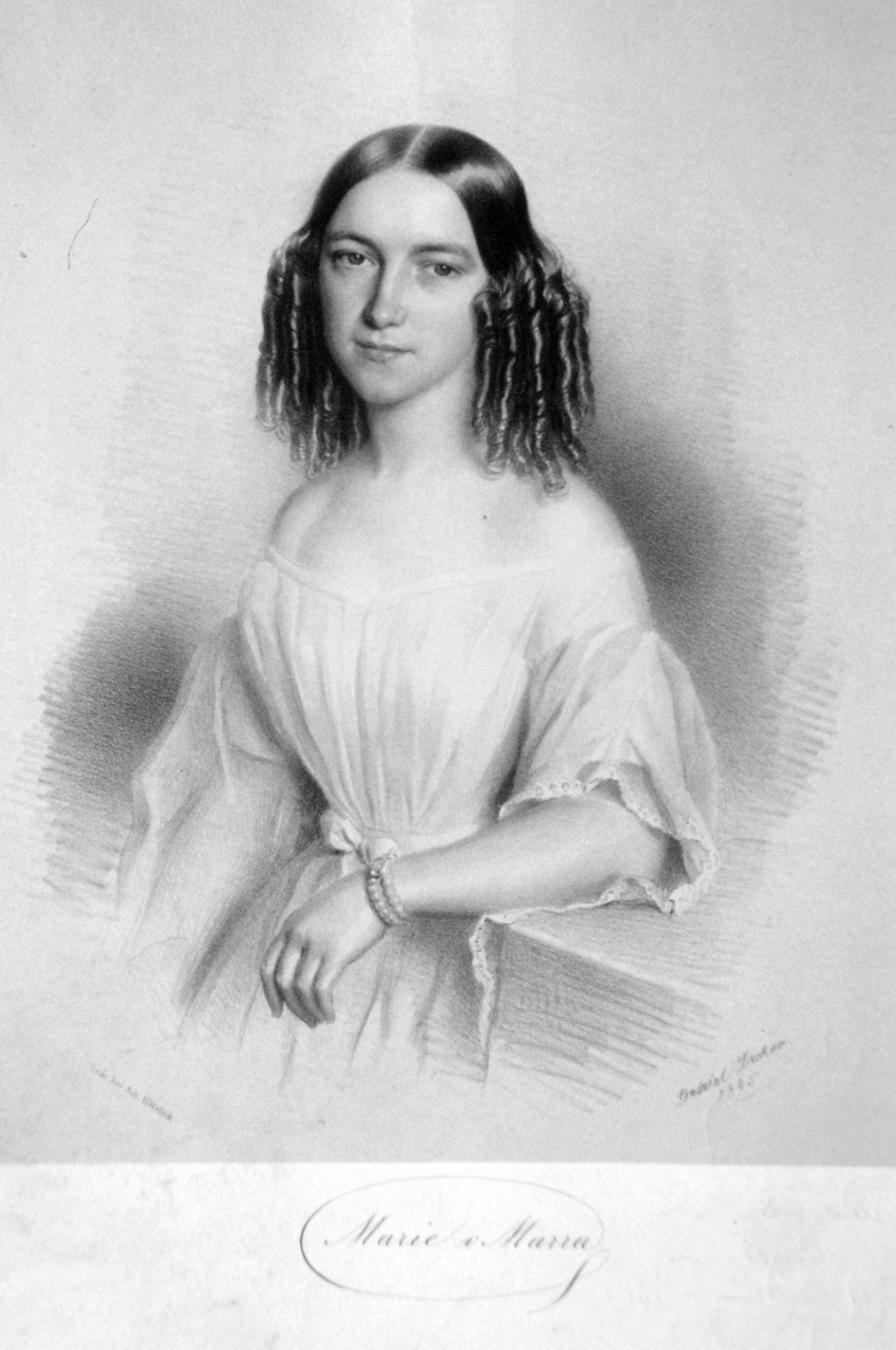
Marie von Marra-Vollmer. Lithographie von Gabriel Decker, 1845

Marie von Marra-Vollmer, geborene Marie von Hack, (geboren 20. Juli 1822 in Linz; gestorben am 25. Dezember 1878 in Frankfurt am Main) war eine österreichisch-deutsche Opernsängerin (Sopran).

## Leben
Der Geburtsname der Sängerin war (je nach Schreibweise) Maria oder Marie, Baroness von Hack (auch: von Hacke/Haake).
Sie wählte um 1842 den italienisch klingenden Künstlernamen Marie von Marra, da ihre Eltern ihren Beruf nicht guthießen. In dieser Zeit nahm sie in Wien bei dem Komponisten Gaetano Donizetti Gesangsunterricht und brillierte vor allem in der italienischen Gesangsform des Belcanto. Ab 1843 wirkte sie als Kammersängerin im Hoftheater des Fürstentums Schwarzburg-Sondershausen. 1845 zählte sie zu den bedeutendsten Sängerinnen der Wiener Hofoper. Sie trat anschließend in ganz Europa auf, vor allem im deutschsprachigen Raum, so gab es unter anderem Gastauftritte und längere Aufenthalte in Pest, Prag, Berlin, Dresden, Breslau, Hamburg, Petersburg (kaiserliche italienische Oper, 1846), Riga, Danzig, Königsberg, Stuttgart, Amsterdam (1855–1858), London, Brüssel, Italien. Dabei ging sie seit 1849 keine festen Engagements mehr ein.
Neben ihrer Gesangskarriere betätigte sie sich (in dem bescheidenen Umfang, welches ihre Gage erlaubte), als Wohltäterin. 1848 heiratete sie in Königsberg den Braunschweiger Künstler Theodor Vollmer, der dort am Stadttheater wirkte. Ihr Sohn Arthur Vollmer wurde ebenfalls Schauspieler.
Nach dem Tod ihrer Mutter 1861 entschied sich die Sängerin gegen eine Rückkehr auf die Bühne. Stattdessen wirkte sie fortan in Frankfurt am Main als Gesangslehrerin und gründete ein Konservatorium für das Theater. Zu ihren Schülerinnen gehörte Amalie Schramm. Sie verstarb 1878 nach längerem Leiden.